# Zameer
Zameer (inny tyt. Zameer: The Fire Within) – bollywoodzki thriller miłosny z 2005 roku z Ajay Devganem w roli głównej. Towarzyszą mu Mahima Chaudhry i Amisha Patel. W rolach ich ojców Kulbhushan Kharbanda i Alok Nath. Film zrealizował  zazwyczaj reżyserujący w języku malajalam Kamalze stanu Kerala. Tematem tego filmu jest historia trójkąta miłosnego i relacje między córkami i ojcami. Bohaterowie tego filmu kochają, cierpią, współczują, czują się upokorzeni przez kochane osoby, walczą o ich miłość kłamstwem, łamią czyjeś serce, poświęcają swoje szczęście. Tu zwycięzcy przegrywają, a pokonani odnoszą zwycięstwo. To opowieść o krzywdzie, skrusze i pojednaniu.

## Fabuła
Suraj (Ajay Devgan), nowy nauczyciel w żeńskim college’u wzbudza zainteresowanie Pooji (Amisha Patel), rozpieszczonej, przyzwyczajonej do spełniania każdego kaprysu jedynaczki. Robi ona wszystko, aby zwrócić na siebie uwagę swojego nauczyciela. Dystans, jaki okazuje jej Suraj, rozpala jej wyobraźnię i Pooja zakochuje się w pożądanej przez siebie zabawce. Nie wiedząc, że serce Suraja jest zajęte, bo od dawna kocha on walczącą z chorobą, przywiązaną do łóżka Supriyę (Mahima Chaudhry). Co weekend jeździ do niej, niecierpliwie wyczekuje jej listów. Przeżywane przez nią cierpienie czyni ją mu jeszcze bliższą. Dowiedziawszy się o jego głębokim uczuciu wobec Supriyi, Pooja zaczyna walczyć o serce Supriya intrygami. Okłamuje jego ukochaną, mówiąc jej, że Surajowi ciąży relacja z chorą kobietą, która nigdy nie da mu szczęścia w małżeństwie, nie obdarzy go radością posiadania dziecka. Oszukuje też Supriyę wyznając jej, że  dana jej obietnica i poczucie winy wobec niej są dla Suraja przeszkodą w miłości łączącej go z Pooją. Wstrząśnięta Supriya zrywa zaręczyny. Rezygnuje z dalszego leczenia. Pragnąc szczęścia ukochanego stawia warunek – zacznie walczyć o powrót do zdrowia tylko wtedy, jeśli Suraj poślubi Pooję. Zrozpaczony, odtrącony Suraj, bojąc się o życie Supriyi, ulega jej żądaniu. Poślubiwszy Pooję nie może jednak pokonać dystansu, jaki czuje do niej. Żałuje, że to nie Supriya została jego żoną. Z czasem jednak łagodnieje. Pokorna miłość Pooji zaczyna w jego sercu budzić coraz więcej ciepła i zrozumienia. Do dnia, gdy dowiaduje się, w jaki sposób Pooja wygrała z Supriyą walkę o najważniejsze miejsce w jego życiu.

## Obsada
- Ajay Devgan	... 	Suraj Chauhan
- Amisha Patel	... 	Pooja D. Khanna / Pooja S. Chauhan
- Mahima Chaudhry	... 	Supriya Maheshwari
- Baby Bhavika	        ... 	Baby Pooja S. Chauhan
- Vikram Borade	        ... 	tancerz
- Dinesh Hingoo	        ... 	taksówkarz
- Shakti Kapoor	... 	Dildar
- Supriya Karnik	... 	Kulwant – żona Dildar
- Kulbhushan Kharbanda	... 	p. Maheshwari
- Shubha Khote	        ... 	żona taksówkarza
- Alok Nath	        ... 	Deepraj Khanna, ojciec Pooji
- Vivek Shaq	        ... 	Armaan – kucharz
- Sambhavna Sheth	... 	tancerka

## Muzyka i piosenki
Muzykę do filmu skomponował braterski duet Jatin-Lalit, autorzy muzyki do takich filmów jak Jo Jeeta Wohi Sikandar, Raju Ban Gaya Gentleman, Kabhi Haan Kabhi Naa, Yes Boss, Ghulam, Kuch Kuch Hota Hai, Dil Kya Kare, Sarfarosh, Mohabbatein, Phir Bhi Dil Hai Hindustani, Kabhi Khushi Kabhie Gham, Albela, Hum Tum, Mr. White Mr. Black.
- Tum Kitne Bechain Ho
- Pardesi Pardesi
- Tere Pyar Ne Deewana
- Kum Nahi Kisi Se
- Dil Ye Dua De Raha Hai
- Dil Ke Badle Dil To Sari
- Zindagi Ke Faisle Mein

## O twórcach filmów
- Ajay Devgan grał w parze z Mahimą Chudhry w Dil Kya Kare.